# Céline (película)
Céline es una película biográfica para televisión de 2008 sobre la vida de la cantante canadiense Céline Dion. La película narra la vida de Céline, una chica joven que canta en el club de su padre, a la derecha a través de su carrera como cantante de éxito en todo el mundo hasta nuestros días. Fue dirigida por Jeff Woolnough.

## Reparto
- Christine Ghawi - Céline Dion
  - Jodelle Ferland - Joven Celine
- Peter MacNeill - Adhemar Dion
- Louise Pitre - Thérèse Tanguay-Dion
- Mac Fyfe - Michel
- Natalie Radford
- Enrico Colantoni - René Angélil

- Datos: Q16155452